# Christ König (Zeven)

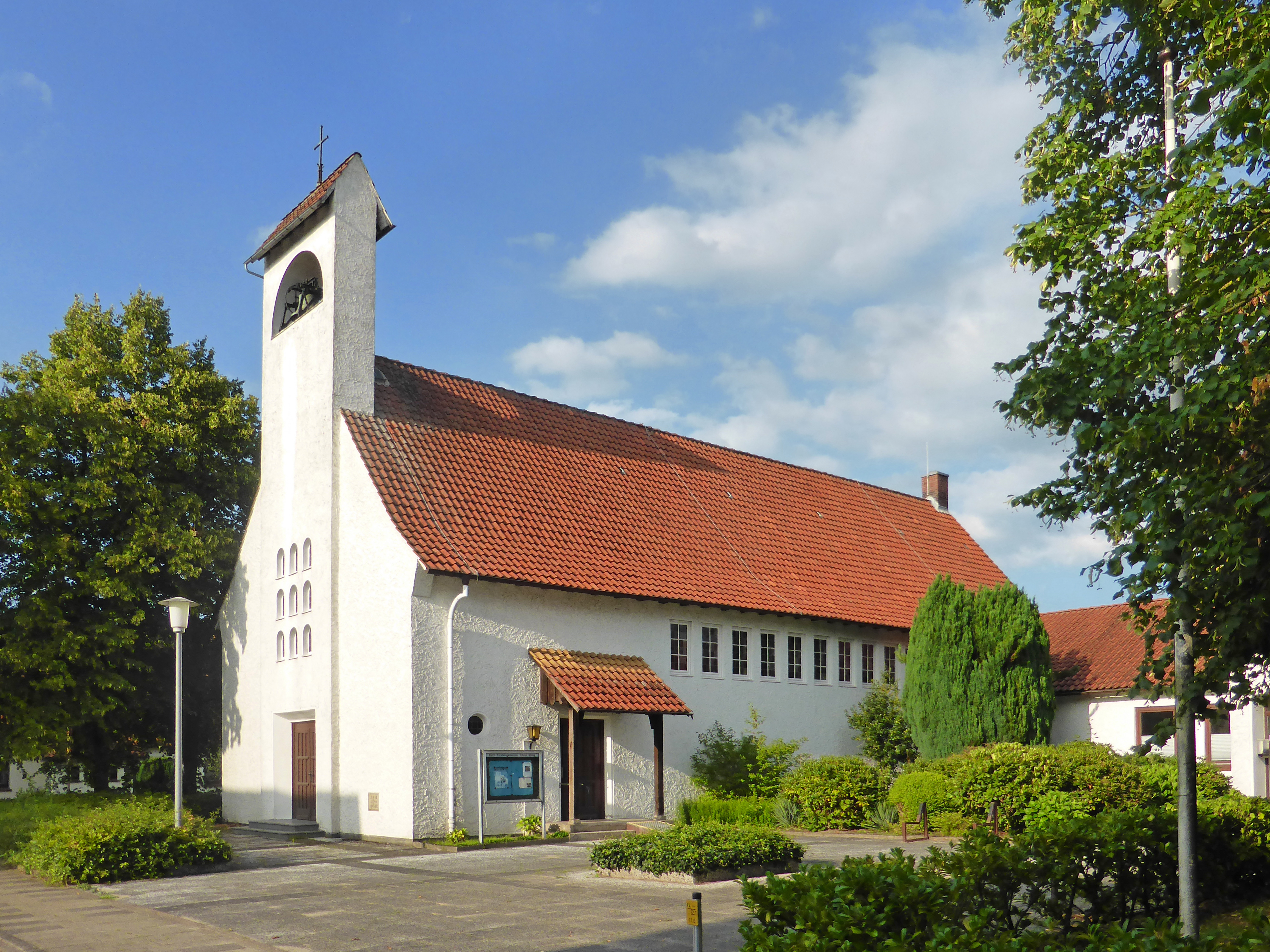
Christ-König-Kirche

Christ König ist die römisch-katholische Kirche in Zeven, einer Stadt im Landkreis Rotenburg (Wümme) in Niedersachsen. Sie gehört zur Pfarrgemeinde Corpus Christi mit Sitz in Rotenburg (Wümme), im Dekanat Verden des Bistums Hildesheim. Die Kirche trägt das Patrozinium Jesu als Christkönig (Rex Christus) und befindet sich in der Straße Hoftohorn 9 (Ecke Heinrichstraße).

## Geschichte
Im durch die Reformation protestantisch geprägten Zeven vergrößerte sich die Zahl der Katholiken durch die Flucht und Vertreibung Deutscher aus Mittel- und Osteuropa 1945–1950 erheblich. Zunächst fanden katholische Gottesdienste in der evangelischen St.-Viti-Kirche statt, der Kirche des früheren Klosters Zeven, das im 17. Jahrhundert aufgehoben worden war. Am 1. Juni 1948 erfolgte in Zeven in der Molkereistraße die Benediktion einer katholischen Kapelle.

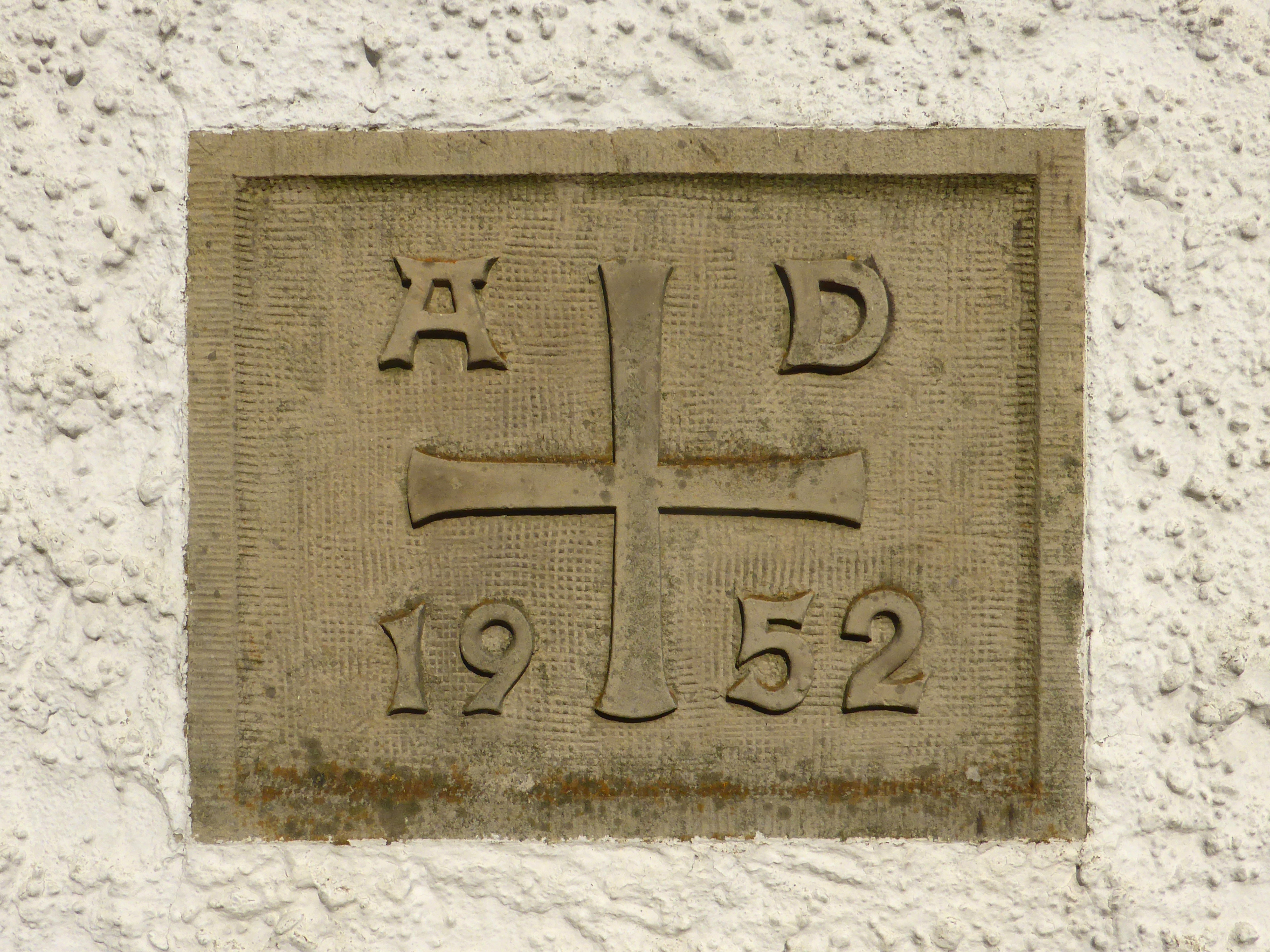
Grundstein

Das Baugrundstück für die heutige Kirche wurde 1951 erworben. Ihre Grundsteinlegung fand im Mai 1952 statt, und bereits am 23. November 1952 folgte ihre Weihe durch Bischof Joseph Godehard Machens. Am 1. August 1956 erfolgte die Errichtung der selbständigen Kirchengemeinde Zeven.
1996 wurde die Filialkirche Maria Königin im etwa 17 Kilometer entfernten Tarmstedt aufgegeben.
Seit dem 1. November 2006 gehört die Kirche als Filialkirche zur Pfarrgemeinde Corpus Christi in Rotenburg (Wümme), die Pfarrgemeinde Christ König in Zeven wurde in diesem Zusammenhang aufgehoben.

## Architektur und Ausstattung

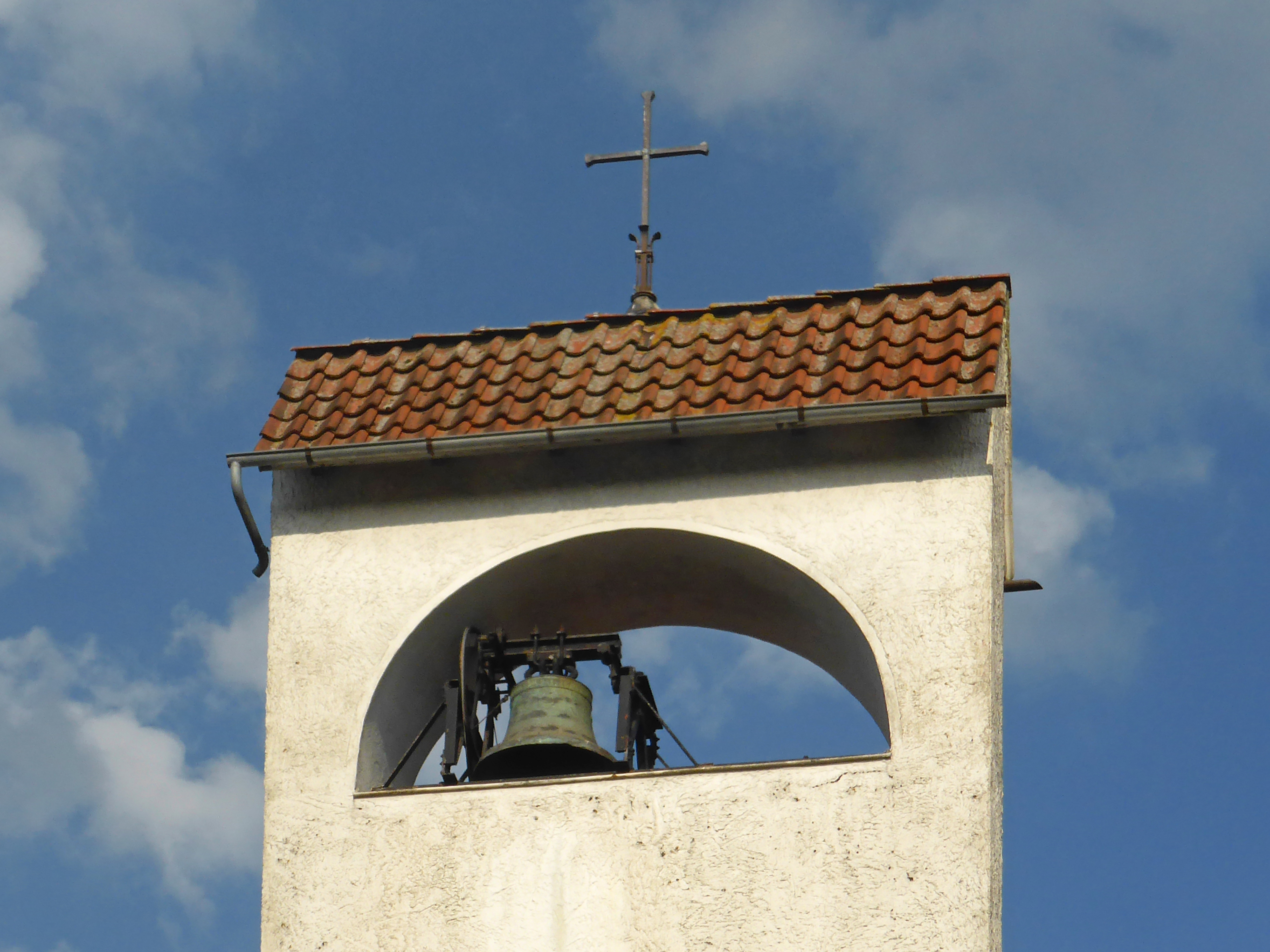
Turmspitze mit Glocke

Die geostete Kirche wurde nach Plänen von Josef Fehlig erbaut. Aus dem Westgiebel ragt der schlanke rechteckige Turm heraus, in dem eine Glocke von 1516 hängt. In ähnlicher Form hatte Fehlig bereits 1949 die Heilig-Kreuz-Kirche in Veltheim (Ohe) erbaut.
Die Rückwand des schlichten Altarraums dominiert ein Kruzifix, der Tabernakel ist in eine Seitenwand eingelassen. Links und rechts vom Altarraum befinden sich Statuen der heiligen Maria und Josef.
Ein Teil des Pfarrhauses wurde inzwischen abgerissen.